# Wroxton
Wroxton – wieś w Anglii, w hrabstwie Oxfordshire, w dystrykcie Cherwell. Leży 38 km na północ od Oksfordu i 108 km na północny zachód od Londynu. W 2001 miejscowość liczyła 530 mieszkańców.